# تری‌سولفید آرسنیک
تری‌سولفید آرسنیک (به انگلیسی: Arsenic trisulfide) یک ترکیب شیمیایی با شناسه پاب‌کم ۴۰۹۳۵۰۳ است. شکل ظاهری این ترکیب، بلورهای نارنجی است.